# الضغط المرتفع الكندي
الضغط المرتفع الكندي يتركز فوق أراضي كندا في فصل الشتاء ضغط جوي مرتفع، يكون مركزه فوق الجزء الجنوبي الأوسط من كندا، حيث يرتفع الضغط هناك إلى أكثر من 1020 مليبار، ومرد ارتفاع الضغط هذا إلى التبرد الشديد لسطح الأرض في فصل الشتاء، ولذا يكون الضغط أعلى ما يكون في هذا الفصل، ليختفي في فصل الصيف عندما ترتفع درجة حرارة اليابس، والضغط المرتفع الكندي هو مصدر الكتلة الهوائية القارية الباردة(CA)، التي تهب في فصل الشتاء على الاجزاء الوسطى والجنوبية الشرقية من الولايات المتحدة الأمريكية.